# Plateaux-Hageven
De Plateaux-Hageven vormt een internationaal natuurgebied van de Nederlandse Vereniging Natuurmonumenten en het Vlaamse Natuurpunt in Natuurgrenspark De Groote Heide . Van dit gebied ligt ruim 350 ha in de Nederlandse gemeenten Bergeijk en Valkenswaard en ruim 150 ha in de Belgische gemeenten Neerpelt en Lommel.

## De Plateaux

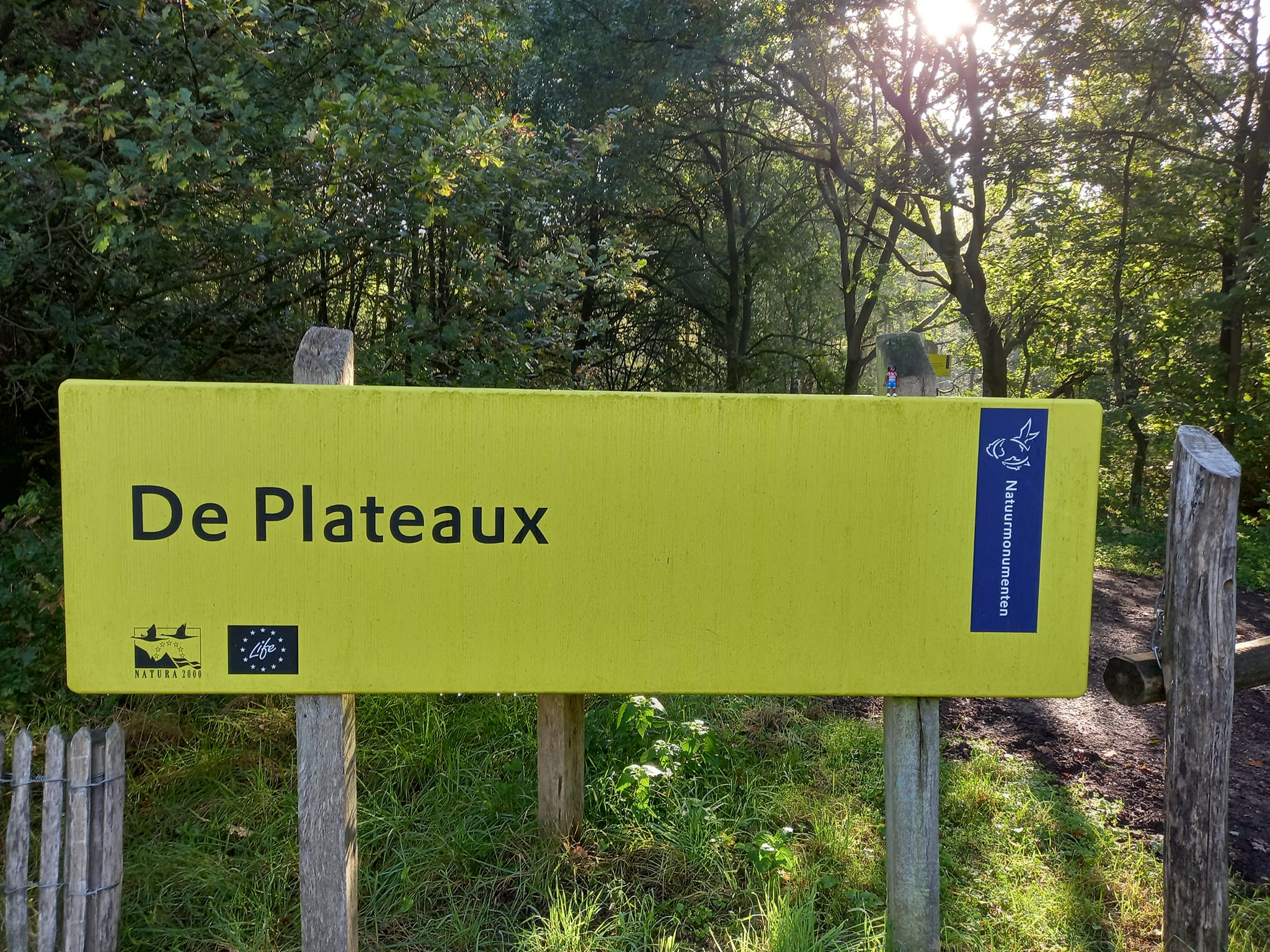

De Plateaux bestaan voor een deel uit vloeiweiden langs de Dommel, die met populieren beplant zijn. Deze vloeiweiden zijn vanaf 1847 aangelegd. Ze werden bevloeid met kalkrijk water uit het Kempens Kanaal en gebruikt als hooiland. Het hooi werd per schip afgevoerd door een kanaal van 3 km lengte, met daarover de hoge brug, om de hoog beladen schepen te kunnen laten passeren, en een sluisje om het verval van 3 meter te overbruggen. Op de hogere delen staat naaldbos en heide. De Plateaux is samen met het Leenderbos en Groote Heide een Natura 2000 gebied onder de naam 'Leenderbos, Groote Heide & De Plateaux', onder andere wegens het voorkomen van de kamsalamander. Naast vennen zijn ook zandverstuivingsgebieden hersteld.
De plateaux was in 1978 het onderwerp van een geruchtmakende illegale ontginningsaffaire. De toenmalige eigenaar had een groot aantal runderen. Om van de mest af te komen en de runderen te voeden besloot deze eigenaar illegaal een stuk heide te ontginnen en te bemesten voor de teelt van maïs. 
Nadat de zaak voor de rechter kwam stootte de eigenaar het gebied af en werd het terrein eigendom van Natuurmonumenten. Het terrein kwam onder beheer van Jan Bartels welke ook de Cartierheide bij Hapert in beheer had. Deze had daar de nodige ervaring opgedaan in heidebeheer. Onder andere met deze kennis is de schade hersteld.
In 1983 heeft de Vereniging Natuurmonumenten 13 ha vloeiweiden hersteld. Werkzaamheden onder beheer van Jan Bartels welke ook bijgedragen hebben aan herstel van heidegebied op de Plateaux.
De vloeiweiden zijn ooit aangelegd in de tijd van Napoleon om gras te "oogsten" voor de paarden van zijn leger. Het bevloeien hield in dat er in een fijnmazig "slotensysteem" water over de graslanden vloeide. Dit water kwam van het Belgische Maas Schelde kanaal. Dit water is rijk aan kalk en mineralen. Hieraan is het te danken dat in dit gebied nog altijd uiterst zeldzame planten zoals de herfsttijloos te vinden zijn.
Het water uit het Maas Schelde kanaal werd aangevoerd via een aanvoerkanaaltje. Omdat dit voor het terrein van levensbelang was is dit toentertijd door Natuurmonumenten ook aangekocht. Dit was de eerste keer dat Natuurmonumenten gronden buiten Nederland aankocht.
In het gebied leeft een populatie van het gentiaanblauwtje, een bedreigde vlindersoort.

## Hageven

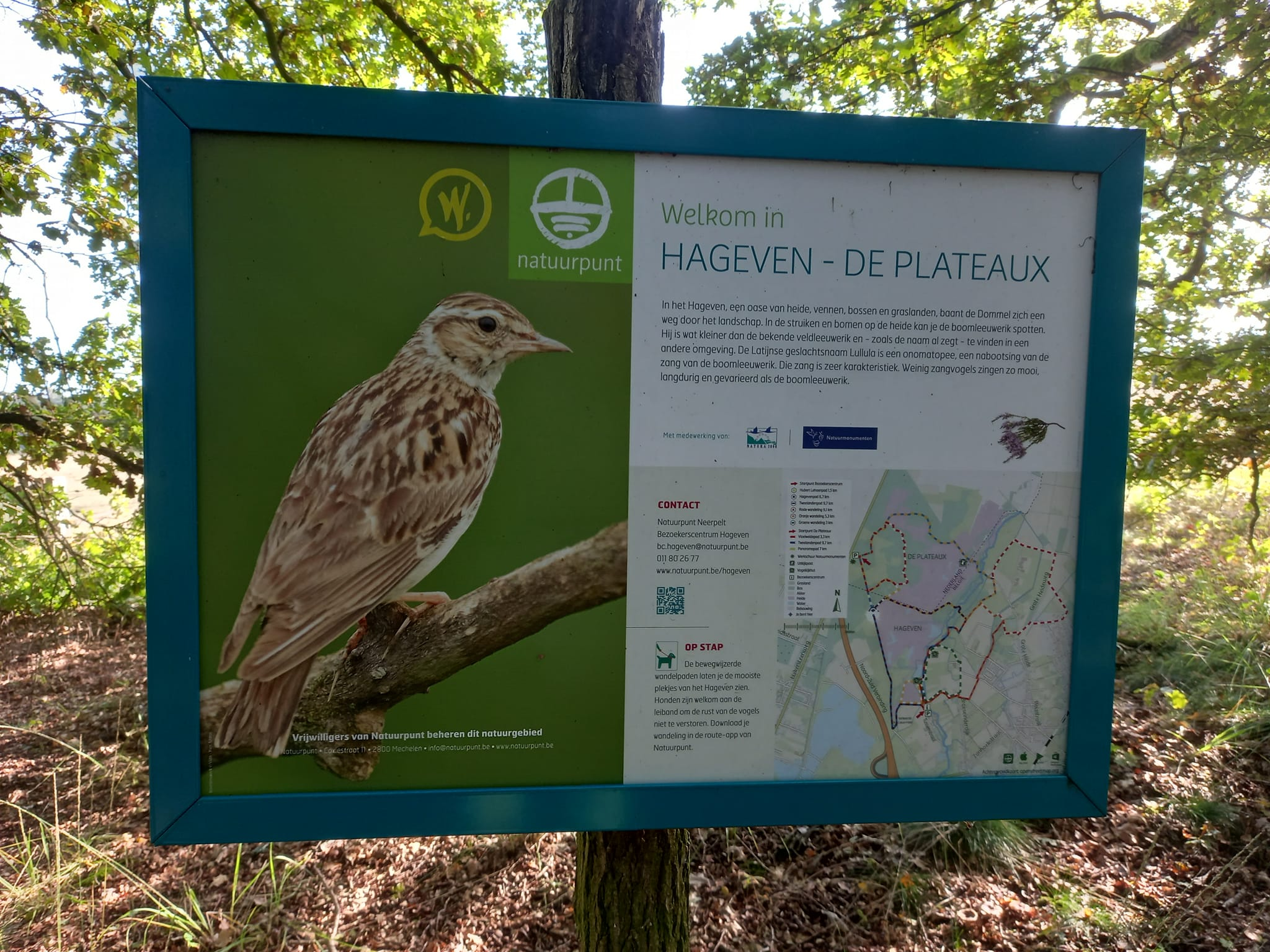

Het Belgische gedeelte heet Hageven. Omdat de vloeiweide afhankelijk was van de watertoevoer vanuit het Kempens Kanaal, via de Spijsloop, werd deze zich in België bevindende waterloop opgekocht. Vanaf 1972 heeft ook de Provinciale overheid van Limburg bijgedragen aan de ontwikkeling van dit grensoverschrijdende natuurmonument. Momenteel zijn 60 ha aangekocht en nog eens 150 ha gehuurd.
In België zijn initiatieven voor de bescherming van het gebied genomen door Hubert Lehaen en een aantal medestanders. In 1982 werd de samenwerking tussen Natuurpunt en Natuurmonumenten gestart en in 1988 kocht Natuurpunt de eerste gronden aan, terwijl ook gebieden gehuurd werden van de gemeente Neerpelt en gekocht werden door de provincie Limburg. Het Belgische gedeelte omvat een gebied dat vochtiger is dan De Plateaux. Het wordt voor een deel ingenomen door het Dommeldal, terwijl er ook enkele vennen liggen, zoals het Hageven, en enkele vijvers zoals de Gemeentevijver en de Provincievijver. Er zijn enkele vogelkijkhutten aangelegd.
Een deel van de vennen werd in vroeger jaren ontwaterd door een stelsel ontwateringssloten, en de Dommel werd rechtgetrokken. Nu wordt het moeras weer hersteld en kan de Dommel op meer natuurlijke wijze stromen.
Bijzonder in dit gebied is het galigaanmoeras.

## Gezamenlijk
Sinds 2006 wordt een gezamenlijk Nederlands-Belgisch natuurontwikkelingsproject uitgevoerd, waardoor een groot aaneengesloten natuurgebied zal ontstaan. Een deel van de monotone naaldhoutbegroeiing aan de Nederlandse kant is na 2006 gekapt en men tracht nu de oorspronkelijke vegetatie weer te herstellen met behulp van de nog aanwezige zaadbank. De oorspronkelijk aanwezige vennen werden daarbij zo goed als mogelijk gereconstrueerd. Ook een landbouwenclave van 30 ha, die zich midden in het Nederlands deel van het reservaat bevond, is aangekocht en ontdaan van de voedselrijke bovenlaag.
In de gemeente Neerpelt vindt men bezoekerscentrum De Wulp, waar ook een insectentuin is. In het gebied zijn diverse wandelingen uitgezet die de vele aspecten van het gebied tonen. Hiertoe behoort onder meer een natuurleerpad. Ze starten van bezoekerscentrum De Wulp en van de werkschuur van Natuurmonumenten. Vanaf de werkschuur vertrekt ook het wateringpad, een 9 km lange wandelweg naar het Wateringhuis te Lommel-Kolonie.
In de nabijheid van het bezoekerscentrum staat een in 1847 ter gelegenheid van de voltooiing van de bevloeiingswerken opgericht wegkruis. Het is een zogenoemde verkeerde Lieve Heer. Sinds 1999 is het een beschermd monument.
Beide gebieden zijn onderdeel van Natuurgrenspark De Groote Heide .